# Angelspit
Angelspit est un groupe australien de musique électronique.

## Histoire
Angelspit est formé en 2003 par DestroyX (Amelia Tan) et Zoog (Karl Learmont). La même année, le EP Nurse Grenade sort. Celui-ci contenait, outre sept chansons originales, trois remixes de chansons d'autres groupes. En 2006, le premier album studio Krankhaus sort. Le premier single était Vena cava, qui a également fait l'objet d'un clip vidéo. Seulement un an plus tard, Angelspit sort un CD de remixes appelé Surgically Atoned avec des remixes de groupes comme Combichrist et The Tenth Stage. Ce CD n'était cependant disponible que de manière limitée via leur propre boutique en ligne. Le 11 juin 2008, le deuxième album studio Blood Death Ivory sort après un an de travail à Berlin et Sydney. Comme pour l'album précédent, le design est réalisé par DestroyX. Celui-ci contenait, contrairement à Krankhaus, des éléments plus durs issus du metal et de la techno. Le groupe se concentre sur le fait de rendre l'album plus dur et plus innovant, mais pas aussi organique que son prédécesseur. À l'occasion de la sortie du deuxième CD de remixes Black Kingdom Red Kingdom, Angelspit lance un concours de remixes portant à la fois sur les éléments graphiques et sur la musique. Il en résulte un album de remixes non officiel qu'Angelspit a proposé en téléchargement libre. Le CD de remixes officiel contenait des remixes de KMFDM, Alec Empire, Ayria et d'autres groupes. Ce CD est accompagné de quatre affiches censées représenter un remix graphique de Blood Death Ivory. Le CD était disponible dans leur propre boutique en ligne et en Allemagne chez InfraRot.
La même année, la sortie du troisième album studio Hideous and Perfect est annoncée. L'album sort le 9 septembre 2009 comme deuxième CD sous le propre label d'Angelspit, Black Pill Red Pill. Auparavant, Black Kingdom Red Kingdom était déjà sorti sous ce label. Selon ses propres dires, le label a été créé afin d'obtenir une plus grande liberté créative. Avec Hideous and Perfect sort le deuxième clip du groupe, Fuck the Revolution. Celui-ci est produit par des amis et des camarades de classe de Destroy. L'illustration de couverture, qui se distingue par le maquillage extravagant de Destroy, est également réalisé dans le cadre du tournage de la vidéo. L'album est produit en trois versions (pour l'Australie et l'Europe, pour l'Amérique et pour le Japon). La version allemande contenait, en plus de l'inlay, un poster avec l'illustration de couverture et les textes au dos. Après la sortie, Angelspit part en tournée avec KMFDM aux États-Unis et déménage de Sydney à New York. Le 10 octobre 2010 sort le nouveau CD de remixes de Hideous and Perfect, Larva Pupa Tank Coffin, avec des remixes de Dave Foreman par exemple et de nouvelles chansons. En mars 2011, un deuxième CD de remixes, Carbon Beauty, sort.
Angelspit annonce le 15 avril 2011 l'arrivée de trois nouveaux membres dans le groupe : la guitariste Valerie Gentile (Black Tape for a Blue Girl, The Crüxshadows), le batteur Chris Kling (Hanzel und Gretyl, Mortiis) ainsi que The Liar, qui a été choisi comme nouveau monteur vidéo après un concours. Avec cette nouvelle équipe, le quatrième album studio Hello My Name Is sort en octobre 2011. Le 9 novembre 2011, il est annoncé que Matt James, ancien batteur live lors de la tournée européenne Let Them Eat Distortion et de la tournée américaine All the Rage, remplacerait Chris Kling en tant que membre permanent du groupe.
Le 24 janvier 2012, la bande originale officielle du film Underworld : Nouvelle Ère est publiée. Elle contient la chanson Sunrise d'Angelspit, enregistrée exclusivement pour le film. Peu après, la Defibrillator Remix Competition a lieu du 6 février au 27 février 2012. Après avoir reçu près de 100 remixes, Angelspit décide, le 16 mars, de mettre à disposition les dix meilleures chansons en téléchargement gratuit sous forme d'album de remixes Sweet Chemical Boy. La publication sur CD n'a pas encore eu lieu. En septembre 2019 sort l'album Bang Operative, financé par un financement participatif,.
Le neuvième album The Ignorance Cartel, écrit avant et produit pendant la pandémie de Covid-19, est également financé en 2020 par une campagne Kickstarter,,.

## Discographie

### Albums studio
- 2006 : Krankhaus (auto-production/Dancing Ferret Discs, CD/téléchargement, 2007)
- 2008 : Blood Death Ivory (auto-production/Dancing Ferret Discs, CD/téléchargement)
- 2009 : Hideous and Perfect (Black Pill Red Pill/Metropolis, CD/téléchargement)
- 2011 : Hello My Name is (Metropolis, CD/téléchargement)
- 2017 : Black Dog Bite (Dark Star Fusion, CD/téléchargement)
- 2019 : Bang Operative (CD/téléchargement)
- 2020 : The Ignorance Cartel (financement participatif, CD/téléchargement)

### Albums de remixes
- 2007 : Surgically Atoned (Black Pill Red Pill, CD/téléchargement)
- 2009 : Blood Death Ivory Remix Competition (Black Pill Red Pill, CD/téléchargement)
- 2009 : Black Kingdom Red Kingdom (Black Pill Red Pill, CD/téléchargement)
- 2010 : Larva Pupa Tank Coffin (Metropolis, CD/téléchargement)
- 2011 : Carbon Beauty (Metropolis, CD/téléchargement)
- 2012 : Sweet Chemical Boy Remix Competition

### EP
- 2004 : Nurse Grenade

### Clips
- 2007 : Vena cava (Drew Bowie and Brad Wylie)
- 2009 : Fuck the Revolution (Thomas Marcusson)
- 2010 : Sleep Now (Thomas Marcusson and Stephanie Rajalingam)
- 2011 : Toxic Girl (Tamas Mesmer)
- 2011 : Like It? Lick It! (The Liar and Angelspit)